# Donald's Decision
Série Donald Duck
Pour plus de détails, voir Fiche technique et Distribution.
Donald's Decision est un court métrage d'animation américain de Donald Duck, sorti le 11 janvier 1942 aux États-Unis, réalisé par les studios Disney.

## Synopsis
Donald's Decision dépeint la lutte entre le côté angélique et démoniaque du personnage de Donald lorsqu'il doit choisir entre acheter des bons de guerre avec ses économies ou de les dépenser en ayant du bon de temps. Donald est tranquillement installé dans son hamac et sirote un jus de fruit quand il entend à la radio un message pour l'achat des bons de guerre.

## Fiche technique
- Titre original : Donald's Decision
- Série : Donald
- Réalisateur : Ford Beebe
- Voix : Clarence Nash (Donald)
- Producteur : Walt Disney
- Société de production : Walt Disney Productions et l'Office National du Film du Canada
- Distributeur : RKO Radio Pictures et l'Office National du Film du Canada
- Date de sortie : 11 janvier 1942
- Format d'image : Couleur (Technicolor)
- Son : Mono (RCA Sound System)
- Durée : 4 minutes
- Langue : Anglais
- Pays :  États-Unis/ Canada

## Commentaires
Le film réutilise des éléments d'animation des cartoons Donald précédents, L'Ange gardien de Donald (Donald's Better Self) et Le Sang-froid de Donald (Self Control), sortis en 1938, le premier pour les deux consciences et le second pour la scène du hamac, de la limonade et de la radio.
Le "mauvais côté" de Donald est affublé d'une petite moustache qui rappelle sans conteste Adolf Hitler. De plus, quand son mauvais esprit sort de la boîte aux lettres, une croix gammée apparaît.
Le film est produit par les Walt Disney Productions en coopération avec le Departement of National Defense et l'Office du Film du Canada. C'est ce dernier bureau qui commande à Walt Disney des courts métrages commerciaux pour la promotion des bons de guerre canadiens.
Donald's Decision est le troisième court métrage réalisé en coopération avec l'Office National du Film du Canada.